# Pochod na Řím

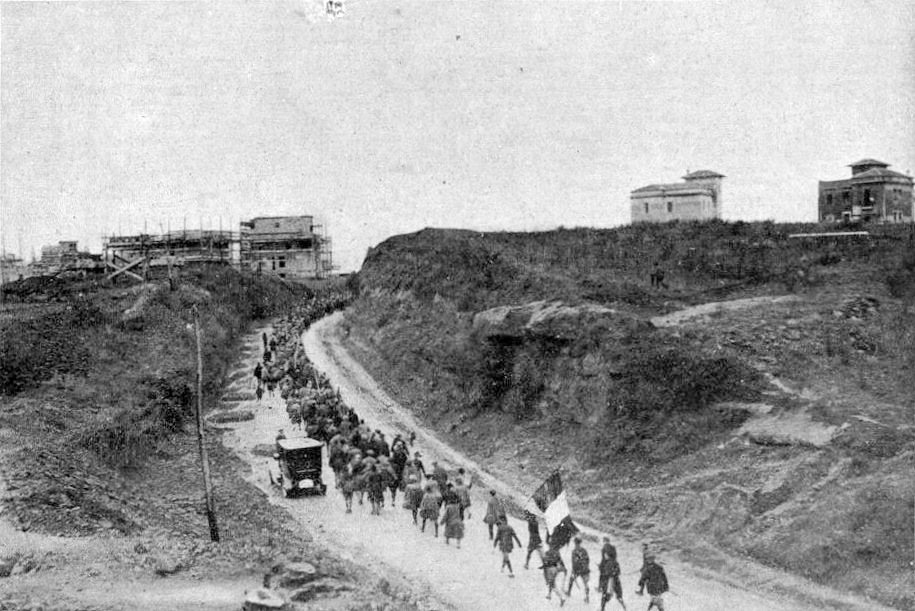
Fašisté směřují do Říma

Pochod na Řím je označení pro státní převrat v Itálii v roce 1922, pomocí kterého se Benito Mussolini se svojí stranou Partito Nazionale Fascista dostal k moci. Uskutečnil se ve dnech 27. října až 29. října 1922.

## Souvislosti
Benito Mussolini nejprve v březnu 1919 založil organizaci Fasci di Combattimento (bojové svazky). To bylo na začátku období zvaného biennio rosso („dvě rudá léta“). Sice ve volbách v listopadu 1919 neuspěl, ale do parlamentu se nakonec v roce 1921 dostal. Z části jeho příznivců se zformovala skupina zvaná squadristi (Černé košile). Ti také rozpoutali generální stávku, která začala v srpnu 1920 v továrně Alfa Romeo v Miláně. V listopadu 1920 byl zavražděn Giulio Giordani, pravicový městský zastupitel v Bologni, čehož squadristi využili jako záminky k potlačení socialistů (ti mimo jiné zahrnovali silné anarchosyndikalistické křídlo), zvláště v údolí Pádu.
Odbory byly rozpuštěny. Fašisté zahrnutí v Giolittiho Národní unii kandidovali ve volbách v květnu 1921 a získali 35 křesel. Mussolini se poté od Giolittiho odvrátil a pokusil se docílit dočasného uklidnění situace podepsáním paktu se socialisty v létě 1921. To zvedlo vlnu nevole ve fanatickém jádru jeho organizace, především mezi squadristi a jejich vůdci zvanými ras. V červenci 1921 se Giolitti neúspěšně pokusil rozpustit squadristi. V listopadu 1921 Mussolini přijal nacionalistický a konzervativní program a založil svoji stranu Partito Nazionale Fascista, s 700 000 členy. V srpnu byla spuštěna antifašistická generální stávka, ale strana Partito Popolare Italiano nevyužila možnosti a stávka byla fašisty potlačena. Když se Mussolini dozvěděl, že ministerský předseda Luigi Facta svěřil Gabrielu d'Annunzio organizaci velké demonstrace 4. listopadu 1922 k oslavě národního vítězství ve válce, rozhodl se pochodem urychlit proces eliminace možné konkurence.

## Pochod
Quadrumvirát vůdců fašistické strany – Emilio De Bono, Italo Balbo, Michele Bianchi a Cesare Maria de Vecchi – zorganizoval pochod, zatímco Duce se držel opodál. Na přípravách se podíleli také generálové Gustavo Fara a Sante Ceccherini. Další ozbrojené síly zapojené do pochodu zahrnovaly Marquise Dino Perrone Compagni a Ulisse Igliori.
24. října 1922 Mussolini deklaroval před 60 000 lidmi na fašistickém sjezdu v Neapoli: "My se chceme stát státem!", a potom odjel do Milána. Mezitím Černé košile zabraly téměř celou Pádskou nížinu. 26. října bývalý premiér Antonio Salandra varoval současného ministerského předsedu Luigiho Factu, že Mussolini požaduje jeho rezignaci a že se chystá pochodovat na Řím. Facta Salandrovi nevěřil a myslel si, že Mussolini bude vše řídit tiše v pozadí. Svou sílu mu však fašisté brzy ukázali: když se kolem Říma začaly objevovat fašistické vojenské jednotky, Luigi Facta (ten sice rezignoval, ale stále byl fakticky u moci) vydal rozkazy ohledně obrany Říma. Leč král Viktor Emanuel III. odmítl podepsat rozkaz armádě a 28. října předal vládu do rukou Mussoliniho.
Pochod sice čítal necelých 30 000 lidí, ale král se obával spíše občanské války, kterou mohli squadristé vyvolat, zatímco ve fašismu neviděl až takovou hrozbu. Mussolini byl 29. října 1922 pověřen sestavením kabinetu, zatímco asi 25 000 Černých košil pochodovalo směrem k Římu. Mussolini tak právně dosáhl moci, a to v souladu se Statuto Albertino, italskou konstitucí. Pochod na Řím nebyl násilným dobytím moci, ale spíše přenosem moci v rámci konstituce, vzniklým podlehnutím civilních úřadů v konfrontaci s fašistickým zastrašováním, při současné víře měšťanstva, že bude možné s Mussolinim manipulovat.